# União Desportiva Rei Amador
Maillots
L'União Desportiva Rei Amador est un club de football santoméen basé à São João dos Angolares, sur l'île de São Tomé. Il joue ses matchs à domicile au Campo de Ribeira Peixe.

## Histoire
Le club est créé en 1995 dans la ville de São João dos Angolares, au sud de l'île de São Tomé. Il débute en deuxième division régionale en 2005, dix ans après la fondation du club. L'UDRA remporte ses premiers trophées à partir de 2013 : en quatre saisons, il gagne quatre Coupes et deux titres de champion.

## Palmarès
- Championnat de Sao Tomé-et-Principe :
  - Champion (3) : 2014, 2017, 2018

- Championnat de São Tomé :
  - Champion (2) : 2014, 2017

- Coupe de Sao Tomé-et-Principe :
  - Vainqueur (4) : 2013, 2014, 2016, 2017